# العلاقات البيروية القرغيزستانية
العلاقات البيروفية القيرغيزستانية هي العلاقات الثنائية التي تجمع بين بيرو وقيرغيزستان.

## مقارنة بين البلدين
هذه مقارنة عامة ومرجعية للدولتين:
| وجه المقارنة                                              | بيرو                                   | قيرغيزستان                      |
| --------------------------------------------------------- | -------------------------------------- | ------------------------------- |
| المساحة (كم2)                                             | 1.29 مليون                             | 199.95 ألف                      |
| عدد السكان (نسمة)                                         | 32.16 مليون                            | 6.20 مليون                      |
| الكثافة السكانية (ن./كم²)                                 | 24.93                                  | 31.01                           |
| العاصمة                                                   | ليما                                   | بيشكك                           |
| اللغة الرسمية                                             | اللغة الإسبانية، اللغة الأيمرية، كتشوا | اللغة الروسية، اللغة القيرغيزية |
| العملة                                                    | سول بيروفي جديد                        | سوم قيرغيزستاني                 |
| الناتج المحلي الإجمالي (بليون دولار)                      | 211.39 مليار                           | 7.56 مليار                      |
| الناتج المحلي الإجمالي (تعادل القوة الشرائية) بليون دولار | 393.13 مليار                           | 20.45 مليار                     |
| الناتج المحلي الإجمالي الاسمي للفرد دولار أمريكي          | 6.03 ألف                               | 1.10 ألف                        |
| الناتج المحلي الإجمالي للفرد دولار أمريكي                 | 11.99 ألف                              |                                 |
| مؤشر التنمية البشرية                                      | 0.740                                  | 0.655                           |
| رمز المكالمات الدولي                                      | +51                                    | +996                            |
| رمز الإنترنت                                              | .pe                                    | .kg                             |
| المنطقة الزمنية                                           | توقيت بيرو، 00                         | ت ع م+06:00                     |

## منظمات دولية مشتركة
يشترك البلدان في عضوية مجموعة من المنظمات الدولية، منها:
| علم المنظمة | اسم المنظمة                                                | تاريخ انضمام بيرو | تاريخ انضمام قيرغيزستان |
| ----------- | ---------------------------------------------------------- | ----------------- | ----------------------- |
|             | مؤسسة التنمية الدولية                                      | 30 أغسطس 1961     | 24 سبتمبر 1992          |
|             | يونسكو                                                     | 21 نوفمبر 1946    | 2 يونيو 1992            |
|             | وكالة ضمان الاستثمار متعدد الأطراف                         | 2 ديسمبر 1991     | 21 سبتمبر 1993          |
|             | الأمم المتحدة                                              | 31 أكتوبر 1945    | 2 مارس 1992             |
|             | العملية المشتركة للاتحاد الأفريقي والأمم المتحدة في دارفور | ?                 | ?                       |
|             | الاتحاد البريدي العالمي                                    | ?                 | ?                       |
|             | البنك الدولي للإنشاء والتعمير                              | 31 ديسمبر 1945    | 18 سبتمبر 1992          |
|             | الاتحاد الدولي للاتصالات                                   | 12 يوليو 1915     | 20 يناير 1994           |
|             | منظمة حظر الأسلحة الكيميائية                               | ?                 | ?                       |
|             | مؤسسة التمويل الدولية                                      | 20 يوليو 1956     | 11 فبراير 1993          |
|             | منظمة التجارة العالمية                                     | ?                 | ?                       |
|             | منظمة الشرطة الجنائية الدولية                              | ?                 | ?                       |

## وصلات خارجية
- موقع وزارة الخارجية البيروفية
- موقع وزارة الخارجية القيرغيزستانية